# Filtr aktywny
Filtry aktywne, podobnie jak pasywne, wykorzystują własności elementów RLC, lecz w tym przypadku współpracujących z wzmacniaczami operacyjnymi i konwerterami impedancji przy wspomaganiu specjalnymi elementami sterującymi oraz dostarczającymi energię do filtrowanego układu. Dzięki temu filtry aktywne charakteryzują się znacznie lepszym tłumieniem w paśmie zaporowym od filtrów pasywnych.

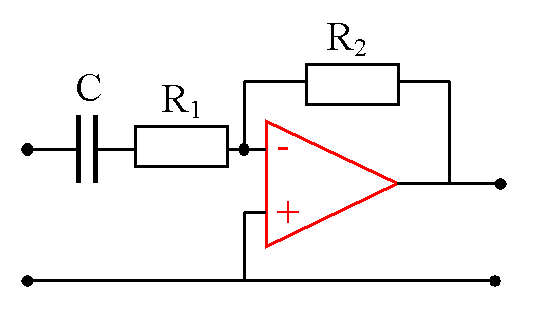
Przykład aktywnego filtra górnoprzepustowego (wzmacniacz operacyjny zaznaczono czerwonym kolorem)

Przykład górnoprzepustowego aktywnego filtra przedstawiono na rysunku obok. Filtr taki bazuje na wzmocnionych charakterystykach elementów RC. Elementem aktywnym jest tutaj wzmacniacz operacyjny, który posiada odrębne zasilanie (niepokazane dla czytelności rysunku), i który powoduje częściowe dostarczanie energii do filtrowanego układu.
Istnieje wiele różnych typów filtrów aktywnych, m.in.:
- filtry Butterwortha,
- filtry Czebyszewa,
- filtry Bessela,
- filtry eliptyczne.

Struktury realizacji elektronicznej filtru to m.in.:
- filtry Sallen-Key,
- filtry Multiple Feedback (MFB).

Filtry tego typu są wystarczająco dobre w wielu zastosowaniach, zwłaszcza gdy częstotliwość sygnału tłumionego przez filtr jest znacznie oddalona od częstotliwości pasma przepustowego filtru. Przykładami takich zastosowań mogą być:
- zwieranie sygnałów o częstotliwościach radiowych w urządzeniach akustycznych,
- nieprzepuszczanie składowej stałej napięcia sygnału,
- rozdzielanie sygnału modulującego i jego nośnej.